# فرودگاه شهری پلیموث (نیو همپشایر)
 فرودگاه شهری پلیموث، نیو همپشایر (به انگلیسی: Plymouth Municipal Airport (New Hampshire)) یک فرودگاه همگانی است که یک باند فرود چمن دارد و طول باند آن ۷۲۵ متر است. این فرودگاه در کشور انگلستان قرار دارد و در ارتفاع ۱۵۴ متری از سطح دریا واقع شده است.